# Benton (meteorito)
Benton es un meteorito encontrado cerca de la aldea de Benton, Nuevo Brunswick, siguiendo una bola de fuego. Se encontraron dos masas debido a que el meteorito se había dividido. El fragmento más grande se encuentra ahora en la Colección Nacional de Meteoritos de Canadá, Ottawa.

## Clasificación
Se clasifica como una condrita ordinaria LL6.
La historia geológica de Benton tiene cuatro etapas: formación y acumulación de cóndrulos, brecciación, metamorfismo térmico y finalmente formación de venas de choque.